# Fritz Litten
Friedrich (Fritz) Julius Litten (22. února 1873 Elbing – únor 1940 Belfast, Severní Irsko) byl německý právník a univerzitní pedagog v Königsbergu.

## Život
Narodil se jako syn Josepha Littena (1841–1914), předsedy židovské obce v Königsbergu (1899–1906), a jeho manželky Marie (* 1854), sestry Ludwiga Lichtheima. Fritz Litten se stal protestantem. Navštěvoval gymnázia v Elbingu, Königsbergu a Hohensteinu. Po maturitě v roce 1891 studoval práva na univerzitách v Lipsku, Freiburgu a Königsbergu. V roce 1894 přijal zákon o referendu. V roce 1895 získal doktorát práv na Friedrichsově univerzitě v Halle.
Poté sloužil jako jednoroční dobrovolník v pruské armádě. První část své advokátní praxe absolvoval v Halle. Současně se specializoval na filozofii práva a soukromé právo. Na druhou část své právní praxe se přesunul k Vyššímu zemskému soudu v Königsbergu, kde v roce 1900 složil hlavní státní zkoušku.
V roce 1903 se v Halle habilitoval z římského práva a německého soukromého práva. V roce 1906 se Litten stal mimořádným a v roce 1908 řádným profesorem římského a majetkového práva na Albertově univerzitě. Jako záložní důstojník se zúčastnil první světové války. Byl zraněn u Ypres a vyznamenán Železným křížem 1. třídy. Propuštěn do civilu byl jako kapitán.
Přednášky národně-konzervativního univerzitního profesora byly velmi populární. V letech 1925/26 byl rektorem Albertovy univerzity.
Po roce 1933 byl Litten národními socialisty odvolán z úřadu a přestěhoval se do Berlína. Komunita exulantů ISK pomohla Littenovým utéct do Londýna. S podporou Comitee for non-aryan Christians (Komise pro ne-árijské křesťany), se jim podařilo umístit ho jako hosta v Thompson Memorial Home nedaleko Belfastu v Severním Irsku. Tam zemřel na druhý záchvat chřipky.
Z manželství s Irmgard Littenovou, rozenou Wüstovou, vzešli tři synové, včetně Hanse Littena, který zemřel v koncentračním táboře Dachau v roce 1938.